# Zawadzkie
Zawadzkieⓘ (em alemão: Zawadzki) é um município no sudoeste da Polônia, localizado na voivodia de Opole, no condado de Strzelce e é a sede da comuna urbano-rural de Zawadzkie.
Situado na região histórica da Alta Silésia, estende-se por uma área de 16,5 km², com 6 308 habitantes, segundo o censo de 31 de dezembro de 2024, com uma densidade populacional de 383 hab./km².
Nos anos de 1975 a 1998, o município pertencia administrativamente à antiga voivodia de Opole.

## História

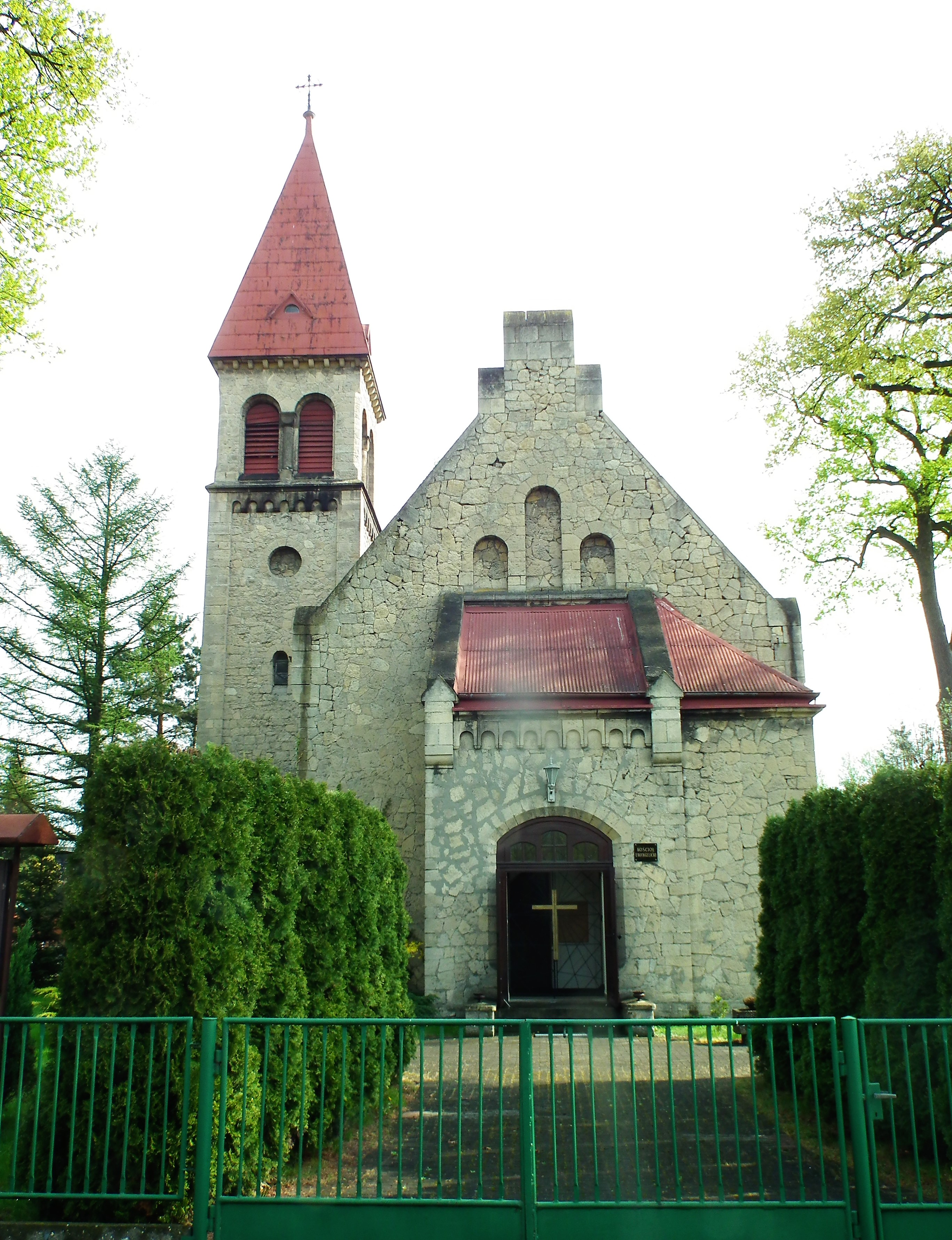
Igreja evangélica de Augsburg em Zawadzkie

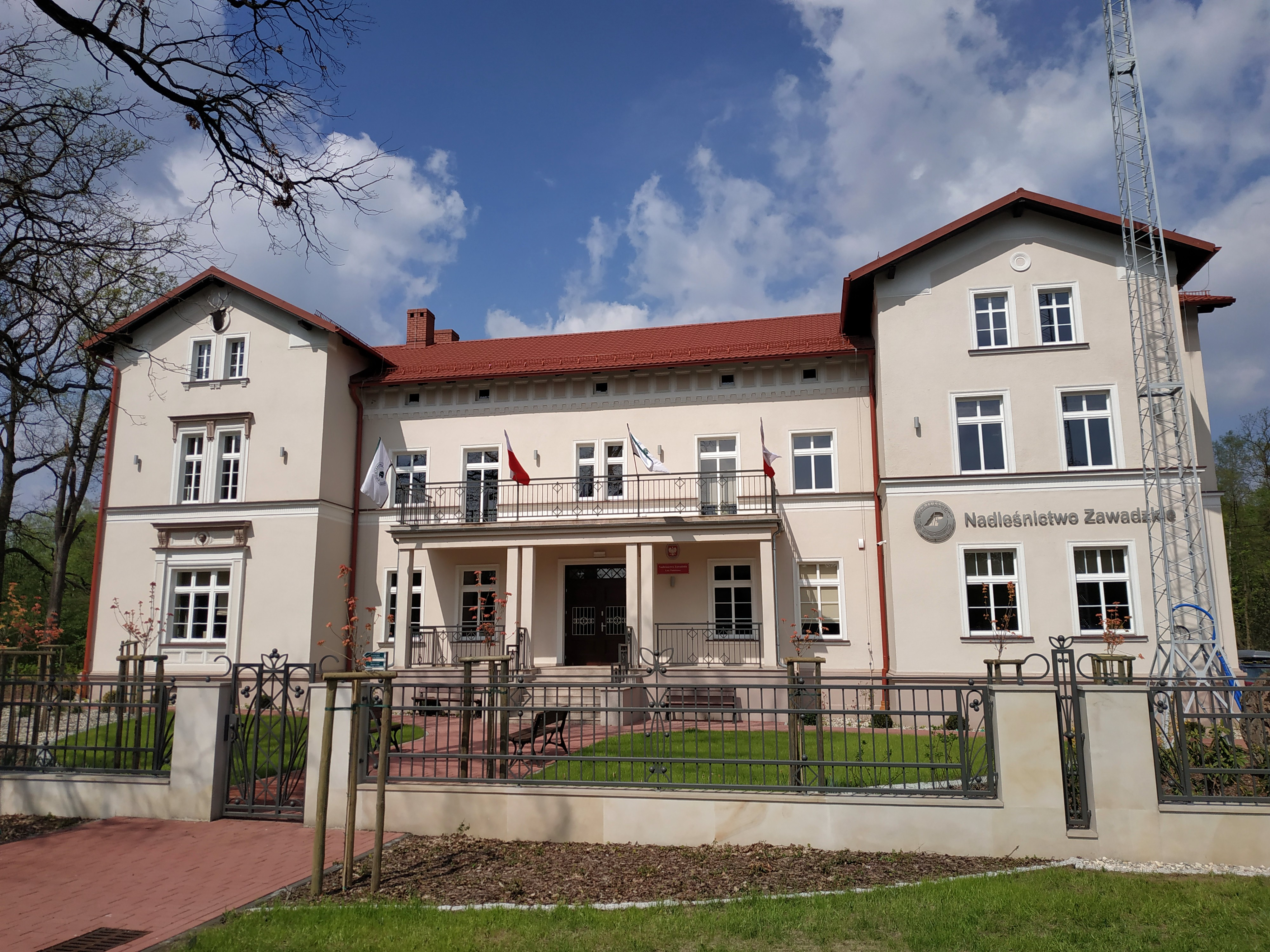
Sede do distrito florestal de Zawadzkie

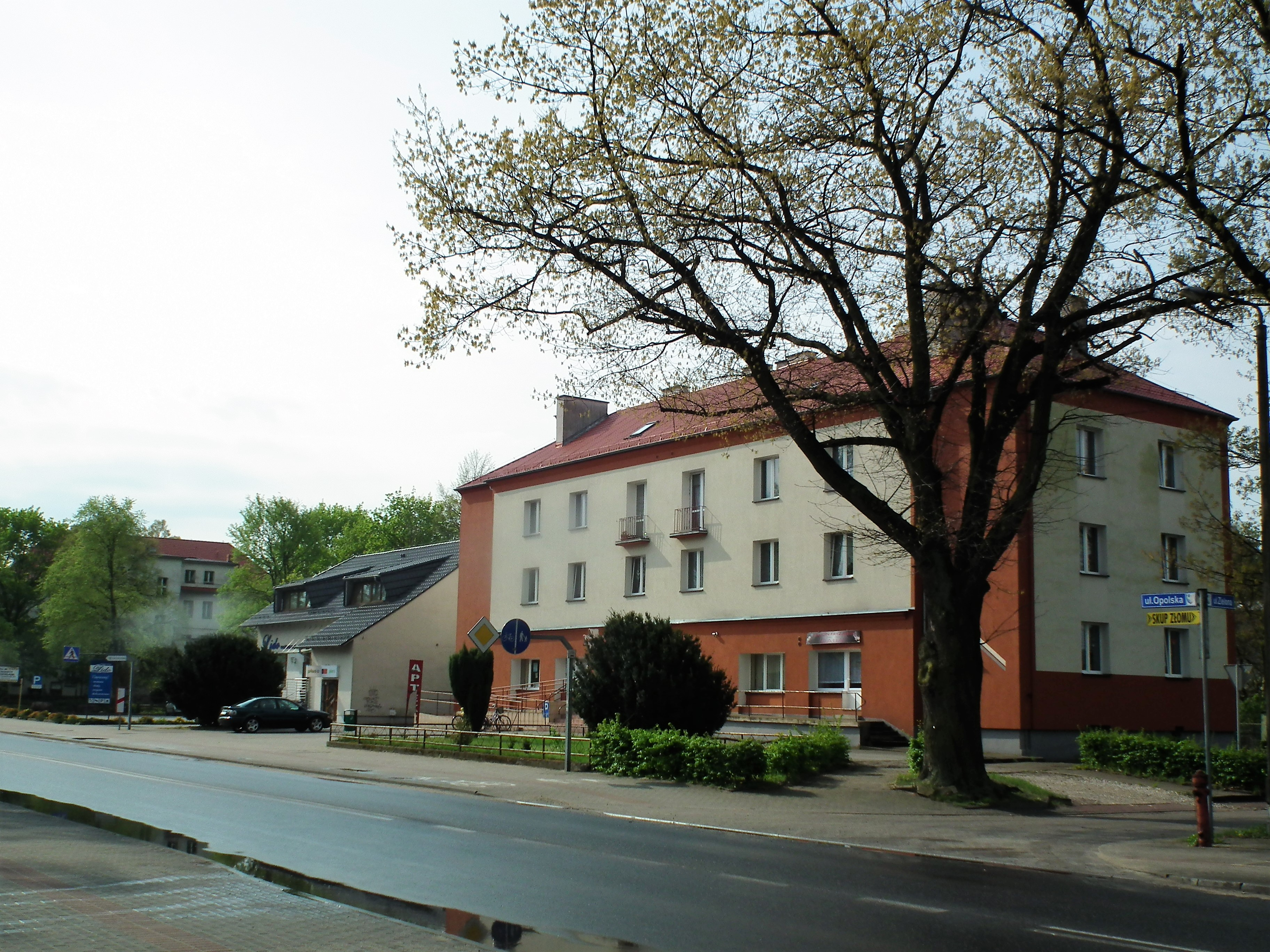
Centro de Zawadzkie

Zawadzkie foi fundada no final do século XIX como uma colônia de trabalhadores na siderúrgica recém-criada em 1836. O nome vem do sobrenome do diretor da propriedade, Conde Andreas Renard — o proprietário dessas terras, Franciszek von Zawadzky; anteriormente, esta área era chamada de Moczydoły. Em 1869, a primeira Sociedade Polonesa de Empréstimos na Alta Silésia, baseada em instituições semelhantes que operam na Grande Polônia, foi fundada na cidade. Seus organizadores foram os silesianos: Juliusz Szaflik (Schafflik), o secretário, o poeta Juliusz Ligoń e o tesoureiro Wojciech Szaflik (Schafflik). Em 1880, Stare Zawadzkie foi fundada e, em 1888 a casa judaica, também conhecida como Palestina — um assentamento fundado por Israel Pinczower, um judeu de Breslávia. As localidades foram fundidas administrativamente em 1897, com o nome de Zawadzkie. O novo povoado já no século XIX possuía estação ferroviária, escolas, hospital e farmácia, tinha um caráter industrial e urbano. Havia também duas igrejas em Zawadzkie: uma católica e outra evangélica. No plebiscito da Alta Silésia realizado em 20 de março de 1921 em Zawadzkie, 1 156 pessoas (59,8%) votaram pela permanência na Polônia e 778 pessoas (40,2%) na Alemanha. Apesar disso, a cidade permaneceu dentro da Alemanha naquela época. Durante as revoltas na Silésia, obras para os insurgentes poloneses foram feitas em Zawadzkie. Foi em 1921.
Durante o reinado do regime nazista, de 3 de setembro de 1936 até a tomada de posse da cidade pela administração polonesa em 1945, a cidade passou a se chamar Andreashütte.
O elemento mais visível da paisagem atual da cidade, a chaminé de 96 metros de altura da sala das caldeiras principal da siderúrgica, foi erguida durante a Primeira Guerra Mundial. Zawadzkie se desenvolveu tanto no período entre guerras quanto na República Popular da Polônia.
Nos anos de 1945 a 1954, a cidade era uma comuna separada de Zawadzkie. Em 1954, a vila recebeu o estatuto de assentamento de tipo urbano e, em 18 de julho de 1962, os direitos de cidade. A promoção à função de centro urbano foi causada pelo afluxo de novos residentes depois que a instalação das fábricas de laminação e de trefilação de tubos foram inauguradas em 1961.
Em 1955, na rua Fr. Wajda, por iniciativa da siderúrgica local, um monumento foi erguido em homenagem ao patrono da siderurgia do pós-guerra — General Świerczewski. Em 1966, foi inaugurada uma escola secundária geral. Em 1972, a comuna urbano-rural de Zawadzkie foi fundada, incluindo os conselhos municipais de Kielcza e Żędowice. Em 1975, um salão de esportes e entretenimento foi colocado em uso.
Em 31 de dezembro de 1961, as aldeias de Dębnik e Kąty da gromada Pietrówka no mesmo distrito foram incorporadas à propriedade de Zawadzkie.
Em 1997, Zawadzkie foi atingida pela inundação do milênio, que felizmente atingiu apenas a rua mais baixa, Kilińskiego, e causou inundações localizadas. Em 2010, outra grande inundação causou o transbordamento da lagoa Hutniczy, cujas águas escoaram para a rua principal Zawadzkiego, inundando o centro da cidade pela primeira vez na história.
Em 2010, um novo prédio do ginásio foi colocado em uso. Está localizado nas dependências de uma escola primária, e todo o edifício agora forma um complexo funcional.
Em 2012, foi inaugurado um complexo recreativo em Powstańców Ślaskich com sua maior atração, duas ilhas construídas na lagoa Hutniczy. Seu nome comum é “Ilhas Desaparecidas”. O complexo é frequentado por crianças e caminhantes, principalmente no verão.

## Demografia
Conforme os dados do Escritório Central de Estatística da Polônia (GUS) de 31 de dezembro de 2024, Zawadzkie é uma cidade pequena com uma população de 6 308 habitantes (19.º lugar na voivodia de Opole e 501.º na Polônia), tem uma área de 16,5 km² (16.º lugar na voivodia de Opole e 390.º lugar na Polônia) e uma densidade populacional de 383 hab./km² (23.º lugar na voivodia de Opole e 668.º lugar na Polônia). Nos anos 2002-2024, o número de habitantes diminuiu 27,8%.
Os habitantes de Zawadzkie constituem cerca de 8,90% da população do condado de Strzelce, constituindo 0,68% da população da voivodia de Opole.
| Descrição                         | Total      | Total    | Mulheres   | Mulheres | Homens     | Homens   |
| --------------------------------- | ---------- | -------- | ---------- | -------- | ---------- | -------- |
| unidade                           | habitantes | %        | habitantes | %        | habitantes | %        |
| população                         | 6 308      | 100      | 3 231      | 51,2     | 3 077      | 48,8     |
| superfície                        | 16,5 km²   | 16,5 km² | 16,5 km²   | 16,5 km² | 16,5 km²   | 16,5 km² |
| densidade populacional (hab./km²) | 383        | 383      | 196,1      | 196,1    | 186,9      | 186,9    |

## Monumentos históricos

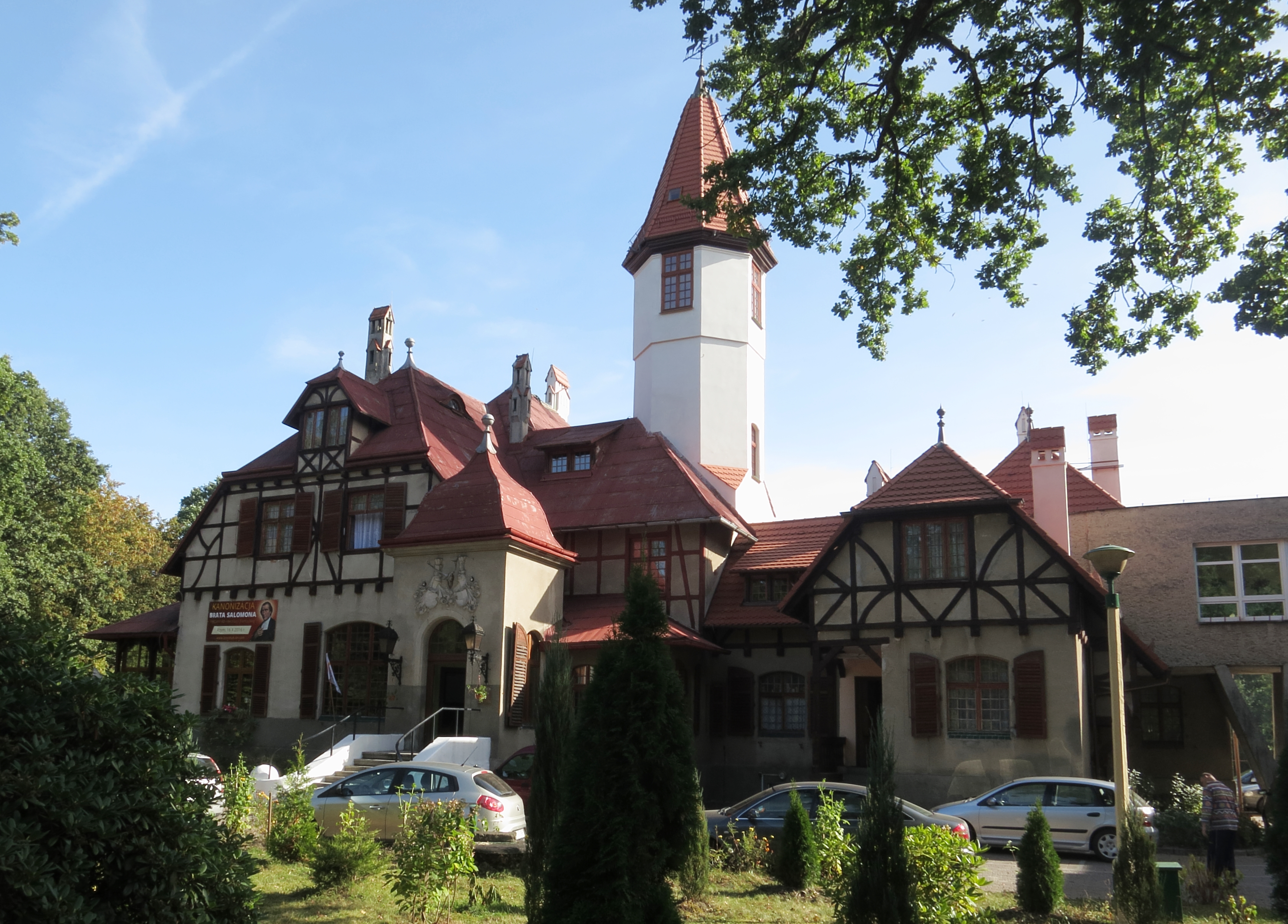
Chalé de caça

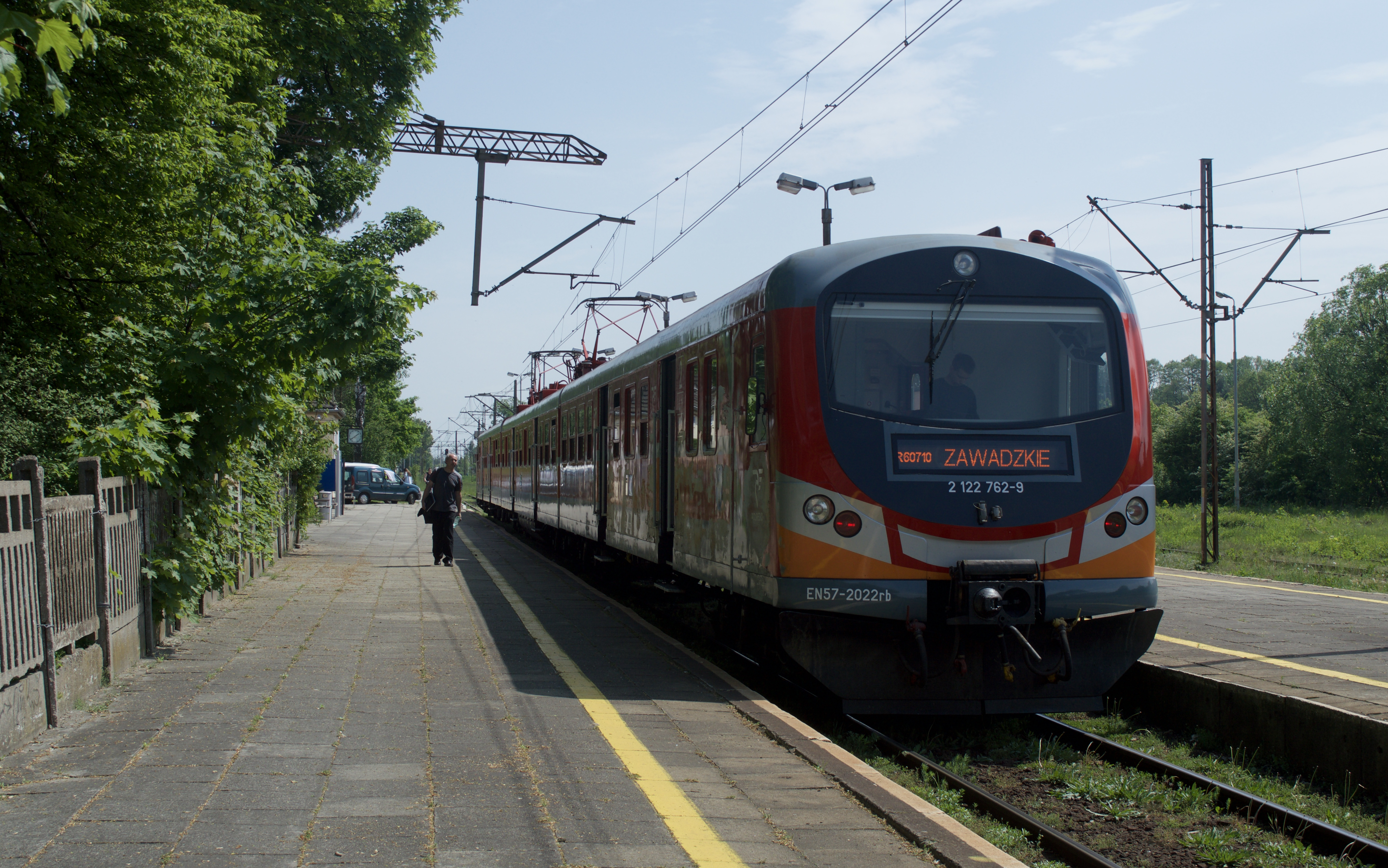
Estação ferroviária

Estão inscritos no registro provincial de monumentos:
- Vala comum dos insurgentes da Silésia, no cemitério católico, de 1921
- Pavilhão de caça, rua Czarna, século XIX/XX

## Esportes
A cidade dispõe de uma série de instalações recreativas e desportivas: um pavilhão desportivo com salas de regeneração e ginásio, campos de futebol, voleibol e basquetebol e uma quadra de tênis. Além disso, existem três clubes esportivos na cidade:
- KS Stal (o clube voltou ao seu nome histórico) (futebol)[12]
- ASPR Zawadzkie (handebol)[13]
- Clube de caratê “Nidan”[14]
- SMK KM Zawadzkie (antigo Clube de Modelismo Zawadzkie), prática de automodelismo[15]

## Educação
Existem três escolas em Zawadzkie: escola primária pública, escola secundária pública e complexo de escola secundária Miecislau I, escola técnica secundária e escola superior da indústria.

## Comunidades religiosas
- Igreja Católica na Polônia:

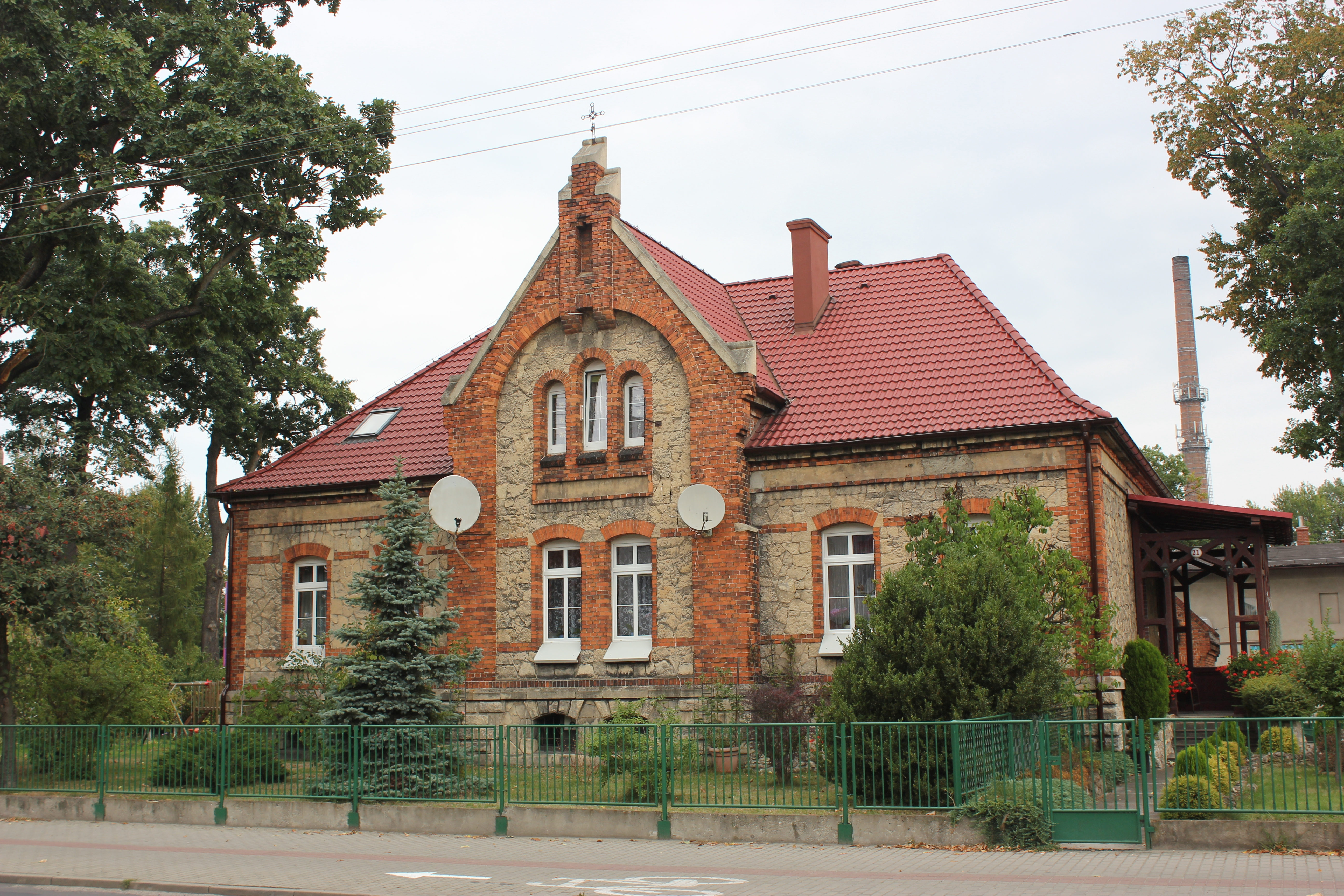
Antiga reitoria da igreja evangélica

  - Paróquia do Sagrado Coração de Jesus[16]
  - Paróquia da Sagrada Família[17]
- Igreja Evangélica de Augsburg na República da Polônia:
  - Ramo Zawadzkie da paróquia Evangélica-Augsburg em Lasowice Wielkie[18]
- Testemunhas de Jeová:
  - Igreja Zawadzkie-Dobrodzień (Salão do Reino: Ozimek, rua Wyzwolenia 58b)

## Administração
Zawadzkie é membro da associação União das Cidades Polonesas.